# Чкаловское (Саратовская область)
Чкаловское — село в Ровенском районе Саратовской области России, в составе Тарлыковского муниципального образования.
Основан как немецкая колония Лауб в 1767 году
Население — 298 (2010)

## Название
Колония имела два немецких названия: Лауб по фамилии первого старосты; Вейденфельд, данное вызывателем. Официальное русское название — Тарлык.

## История
Основано как немецкая колония в 1767 году. Основатели — 68 семей из Дармштадта, Мекленбурга, Дании и Вюртемберга. Вызывательская колония Леруа и Питета. Колония относилась к лютеранскому приходу Варенбург. До 1797 года колония относилась ко 2-му округу Питета и Леруа (Варенбургское владение) Саратовского уезда (с 1780 года — Камышинского уезда Саратовского наместничества) Астраханской губернии, с 1797 года — к Тарлыцкому колонистскому округу Камышинского уезда (с 1836 года — Новоузенского уезда) Саратовской губернии, с 1850 года — к Тарлыцкому колонистскому округу (с 1871 года — Тарлыцкой волости) Новоузенского уезда Самарской губернии.
В 1774 году колония разграблена пугачёвцами.
В 1909 году 241 житель выехал в Сибирь и в Степной край.
С 1918 года в составе Тарлыкской волости (с 1920 года — Тарлыкского района) Ровненского уезда Трудовой коммуны немцев Поволжья, с 1922 года — Куккусского кантона (с 1927 по 1935 год — в состав Зельманского кантона) АССР немцев Поволжья.
В голод 1921 года в селе родилось 135, умерли 352 человека. В 1926 году в селе имелись сельсовет, сельскохозяйственное кредитное товарищество, начальная школа, библиотека. В период коллективизации организован колхоз имени А. Рейхерта.
28 августа 1941 года был издан Указ Президиума ВС СССР о переселении немцев, проживающих в районах Поволжья. Немецкое население депортировано в Сибирь и Казахстан, село, как и другие населённые пункты Куккусского кантона было включено в состав Саратовской области.

## Физико-географическая характеристика
Село находится в Низком Заволжье, относящемся к Восточно-Европейской равнине, на северном берегу залива Волгоградского водохранилища, образованного в устье реки Тарлык (напротив села Тарлыковка). Высота центра населённого пункта — 22 метра над уровнем моря. В окрестностях населённого пункта распространены каштановые почвы.
По автомобильным дорогам расстояние до районного центра посёлка Ровное составляет 34 км, до областного центра города Саратова — 74 км. У села проходит региональная автодорога Р226 (Волгоград — Энгельс — Самара)
Часовой пояс
Чкаловское, как и вся Саратовская область, находится в часовой зоне МСК+1. Смещение применяемого времени относительно UTC составляет +4:00.

## Население
Динамика численности населения
| 1767 | 1773 | 1788 | 1798 | 1816 | 1834 | 1850 | 1859 | 1871 | 1889 | 1897 | 1905 | 1910 | 1920 | 1922 | 1923 | 1926 | 1931 | 2002 |
| ---- | ---- | ---- | ---- | ---- | ---- | ---- | ---- | ---- | ---- | ---- | ---- | ---- | ---- | ---- | ---- | ---- | ---- | ---- |
| 201  | 219  | 271  | 369  | 533  | 927  | 1536 | 1811 | 1863 | 2105 | 2252 | 3143 | 3750 | 2948 | 1849 | 1857 | 1884 | 2460 | 320  |

| 2002 | 2010 |
| ---- | ---- |
| 319  | ↘298 |